# آتوبیانکی استلینا
آوتوبیانچی استلینا (Autobianchi Stellina) خودرویی است که در سال‌های ۱۹۶۴–۱۹۶۵تولید شده‌است. طراحی آن خودروهای موتور عقب-محور عقب بوده است.
موتور آن ۷۶۷ سی‌سی سیستم جعبه‌دندهٔ آن ۴ دنده به صورت دستی است.